# بطلمیوس ششم

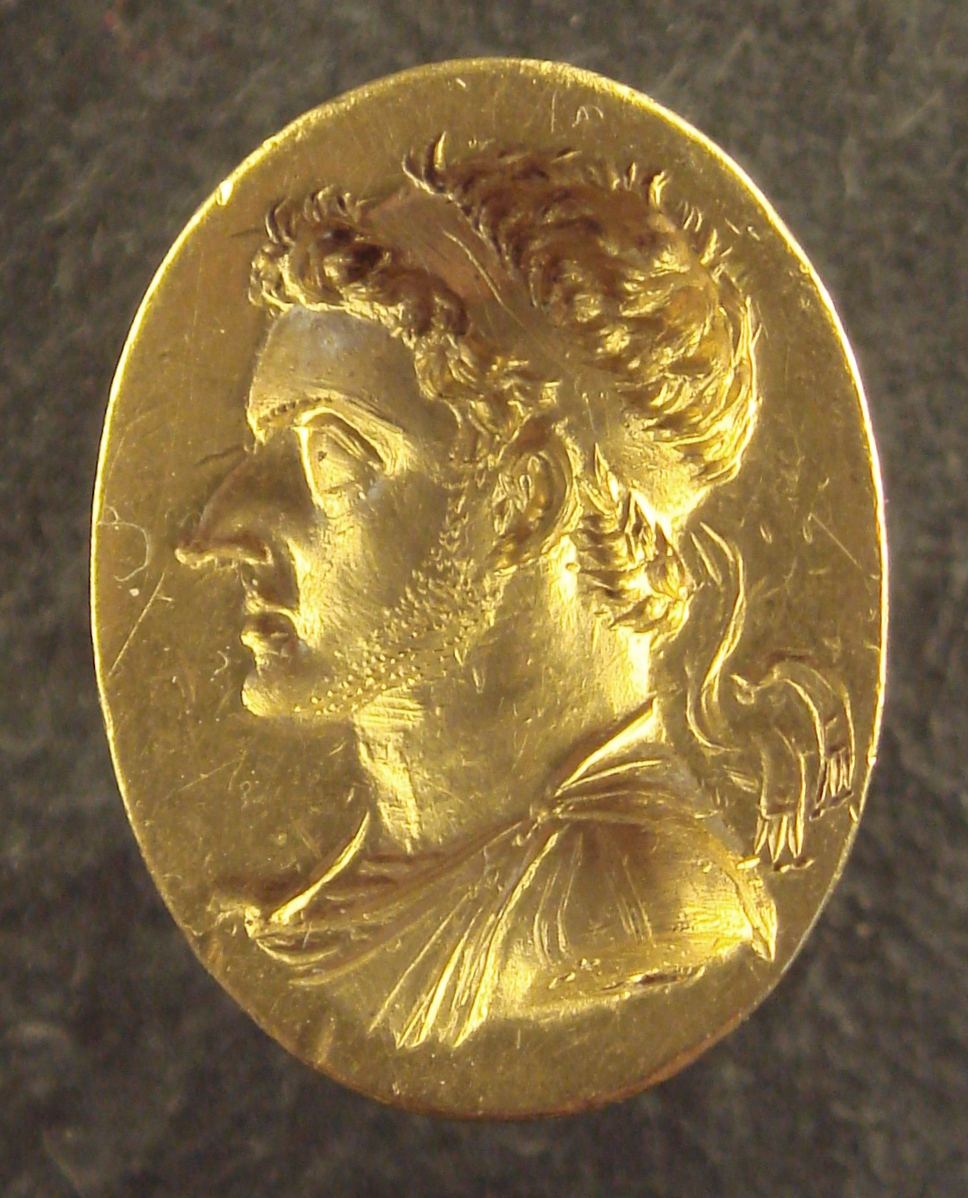
بطلمیوس ششم

بطلمیوس ششم ملقب به فیلومتور(به معنای مادردوست)(به یونانی: Πτολεμαῖος Φιλομήτωρ)(زادهٔ پیرامون ۱۸۶ پیش از میلاد- مرگ ۱۴۵ پیش از میلاد) پادشاه مصر باستان از دودمان بطلمیوسی بود.
او در شش سالگی به پادشاهی رسید و به دلیل خردسالی‌اش کنترل حکومت به دست مادرش -کلئوپاترای یکم- بود. او به شیوهٔ فرعونها با خواهرش کلئوپاترای دوم پیمان زناشویی بست. او از ۱۷۰ پیش از میلاد بر سر چیرگی بر شام درگیر جنگ‌های سوری با آنتیوخوس چهارم گردید.